# Südafrika singt – Cape Festival der Stimmen
Südafrika singt – Cape Festival der Stimmen (Engl.: The Great Voices of South Africa) ist eine Dokumentation von Norbert Busè über das Cape Festival in Kapstadt, das von Studio.TV.Film produziert und am 13. Juni 2010 auf ARTE ausgestrahlt wurde.

## Handlung
Das Chorfestival wird präsentiert von der Sopranistin Angela Kerrison, die die verschiedenen Chöre und damit die verschiedenen Musikstile Südafrikas zusammen bringt. 
Chorfestivals haben eine lange Tradition in Südafrikas Townships. Das Projekt spiegelt nicht nur die musikalische Vielfalt der südafrikanischen Chorkultur wider, sondern erlaubt es auch, die Grenzen zu überschreiten, die trotz Überwindung der Apartheid in Südafrika immer noch präsent sind. Chorleiter Leon Starker zum Beispiel wünscht sich nach wie vor mehr schwarze Sänger in seinem Chor. Doch Kunst und Kultur sind in Südafrika sehr teuer, sodass die schwarze Bevölkerung aufgrund ihrer nach wie vor oft prekären wirtschaftlichen Situation seltener daran teilhaben kann. Die Gesellschaft Südafrikas ist nach wie vor gespalten. Das Cape Festival möchte diese Tatsache in der südafrikanischen Öffentlichkeit bewusst machen. 
An dem Chorfestival beteiligt sind u. a. der Pro Cantu Youth Choir, der Comart Youth Choir, der Chamber Choir of South Africa, der Kenmere Primary School Choir und Bongani Magatyana’s Youth Choir. Den Höhepunkt des Festivals bildete der gemeinsame Auftritt aller Chöre mit dem Freiheitslied „Ukuthula“ („In Frieden leben“).